# Anna Agnes Witsen
Anna Agnes Witsen (Amsterdam, 3 februari 1855 - Zeist, 5 maart 1889) was een  Nederlandse sopraan  en zus van de kunstschilder Willem Witsen.

## Familie
Anna Witsen werd in Amsterdam geboren als derde kind van Jonas Jan Witsen (1819-1901) en Jacoba Elizabeth Bonnekamp (1826-1873). Haar vader, die koopman was, stamde uit een bekende patriciërsfamilie, die een aantal burgemeesters van Amsterdam heeft voortgebracht. Anna´s jongste broer was de bekende schilder Willem Witsen. Haar moeder stierf in 1873 op 47-jarige leeftijd, toen Anna 18 jaar oud was. Haar broer Karel Witsen stierf op 23-jarige leeftijd aan tuberculose.

## Biografie
Haar vader was in 1868 toegetreden tot het bestuur van de Maatschappij tot Bevordering der Toonkunst in Amsterdam. Als dochter uit een gegoed milieu kreeg zij zangles. Bij Toonkunst trad zij op voor klein publiek. Daar leerde zij ook de bekende musicus Julius Röntgen kennen, op wie zij heimelijk verliefd werd.
Röntgen organiseerde in het begin van de jaren tachtig van de negentiende eeuw muzikale soirees in concerttheater Odeon in Amsterdam. Anna gaf daar uiteindelijk ook een concert en zong liederen van onder anderen Schumann en Brahms. Ze zong begin 1882 ook in Felix Meritis.
In 1882 verhuisde zij met haar vader, broer Willem en oudere zuster Cobi naar het landgoed Ewijckshoeve in Zeist. Zij deed in 1884 examen aan de muziekschool , maar ging niet naar het Amsterdamsch Conservatorium dat in datzelfde jaar door onder anderen Röntgen opgericht werd. Haar familie oefende grote druk op haar uit om geen zangcarrière te ambiëren, want dat was in die tijd voor iemand uit een patriciërsfamilie niet gebruikelijk.

### Levenseinde
Op 21 juli 1883 werd zij opgenomen in het Geneeskundig Gesticht voor Krankzinnigen te Utrecht. Volgens haar arts gaf zij duidelijk blijk van 'krankzinnigheid, onder den vorm van zwaarmoedigheid, met allerhande valsche voorstellingen en opvattingen'.
Uit brieven van familieleden blijkt dat Anna erg melancholisch/depressief van aard was en zeer wisselend in haar stemmingen. Het ene moment was ze boos en onaardig, het volgende had ze spijt en gedroeg ze zich schuldbewust. Vader Witsen nam tegenover haar een ambivalente houding aan door haar zangplannen te dwarsbomen en haar tegelijk serieus te nemen. Het vertrek van haar zuster Cobi, die in 1885 in het huwelijk trad, maakte haar nog eenzamer op Ewijckshoeve.
Aan haar broer Willem Witsen, die onderdeel was geworden van de Tachtigers-beweging, schreef ze dat ze erg naar zijn komst uitzag. Voordat Willem weer in Amsterdam ging wonen nodigde hij veel schrijvers, dichters en kunstenaars uit op Ewijckshoeve.

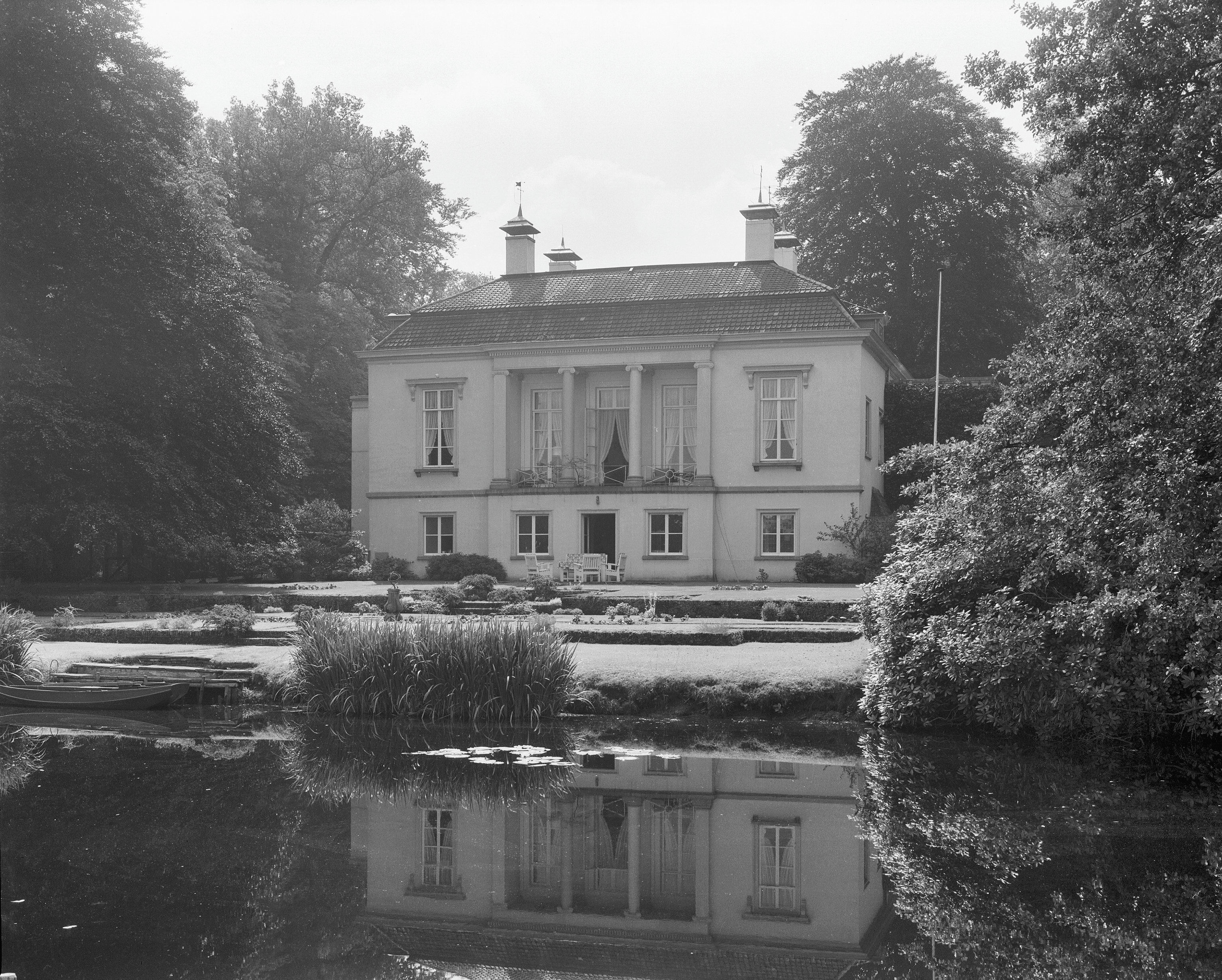
Ewijckshoeve

Voor zingen kreeg Anna steeds minder ruimte, behalve in klein gezelschap. In de periode voor haar overlijden maakt ze nog een laatste reis naar Parijs in 1888.
Bij haar terugkeer in Nederland sloeg de neerslachtigheid weer toe. Met het vooruitzicht om ongetrouwd achter te blijven, haar liefde aan de onbereikbare Julius Röntgen niet kunnen verwezenlijken en geen professioneel zangeres te kunnen worden, maakte zij op 5 maart 1889 een einde aan haar leven. Door zich te verdrinken in de grote vijver achter Ewijckshoeve. Slechts een klein bericht in de plaatselijke krant maakte hier melding van.
Haar Broer Willem Witsen ging zwaar gebukt onder schuldgevoel en schaamte, omdat hij vond dat hij tegenover haar tekort was geschoten.

## Na haar dood

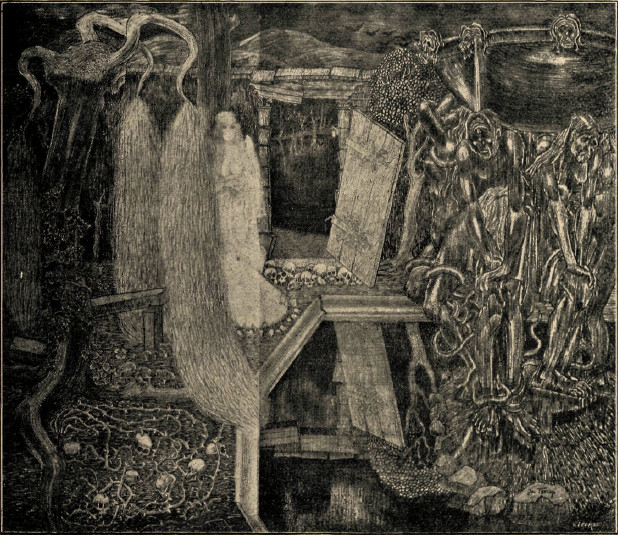
Jan Toorop - Tuin der Weeën

- Haar actie leidde tot een gedicht van de Tachtiger Herman Gorter, geschreven in 1889, in zijn gedichtenbundel Verzen.[7]
- Julius Röntgen componeerde naar aanleiding van haar dood in mei 1889 het lied Abschied[8] op een gedicht van Rudolf Geinss.
- De dichteres Jacqueline E. van der Waals, die Ewijckshoeve huurde in de zomer na de dood van vader Witsen, schreef in 1909 een gedicht over de gebeurtenis, getiteld Melanchologie[9] en tevens het gedicht De beuken over het huis zelf.[10]
- Jan Toorop maakte in 1898 een tekening Tuin der weeën.
- Frans Coenen schreef een verhaal Vervreemd, uit de verhalenbundel Bleeke Levens, in 1899.[11]
- In 2013 schreef Arthur Japin een toneelstuk met de titel Absinthe over Anna Witsen.[12]
- In 2022 schreef Artur Japin een boek getiteld Wat stilte wil over Witsen.
- In maart 2024 werd bij een kamermuziekfestival Wat stilte wil opgevoerd in samenwerking met Arthur Japin.[13]

## Trivia
- Hoewel de schrijver Arthur Japin in zijn boek doet lijken of er daadwerkelijk een liefdesrelatie zou zijn geweest tussen Julius Röntgen en Anna Witsen, is daar in de geschreven biografie van Röntgen weinig van bekend en berust dit op een eigen vrije schrijversinterpretatie.[14]
- Het levensverhaal van Anna Witsen heeft overeenkomsten met het verhaal uit de Van de koele meren des doods, met daarin de hoofdpersoon Hedwig Marga de Fontayne (1856). De schrijver van dit boek, Frederik van Eeden heeft Anna Witsen ook gekend en ontmoet, aangezien hij bevriend was met haar broer Willem.